# Lippehof

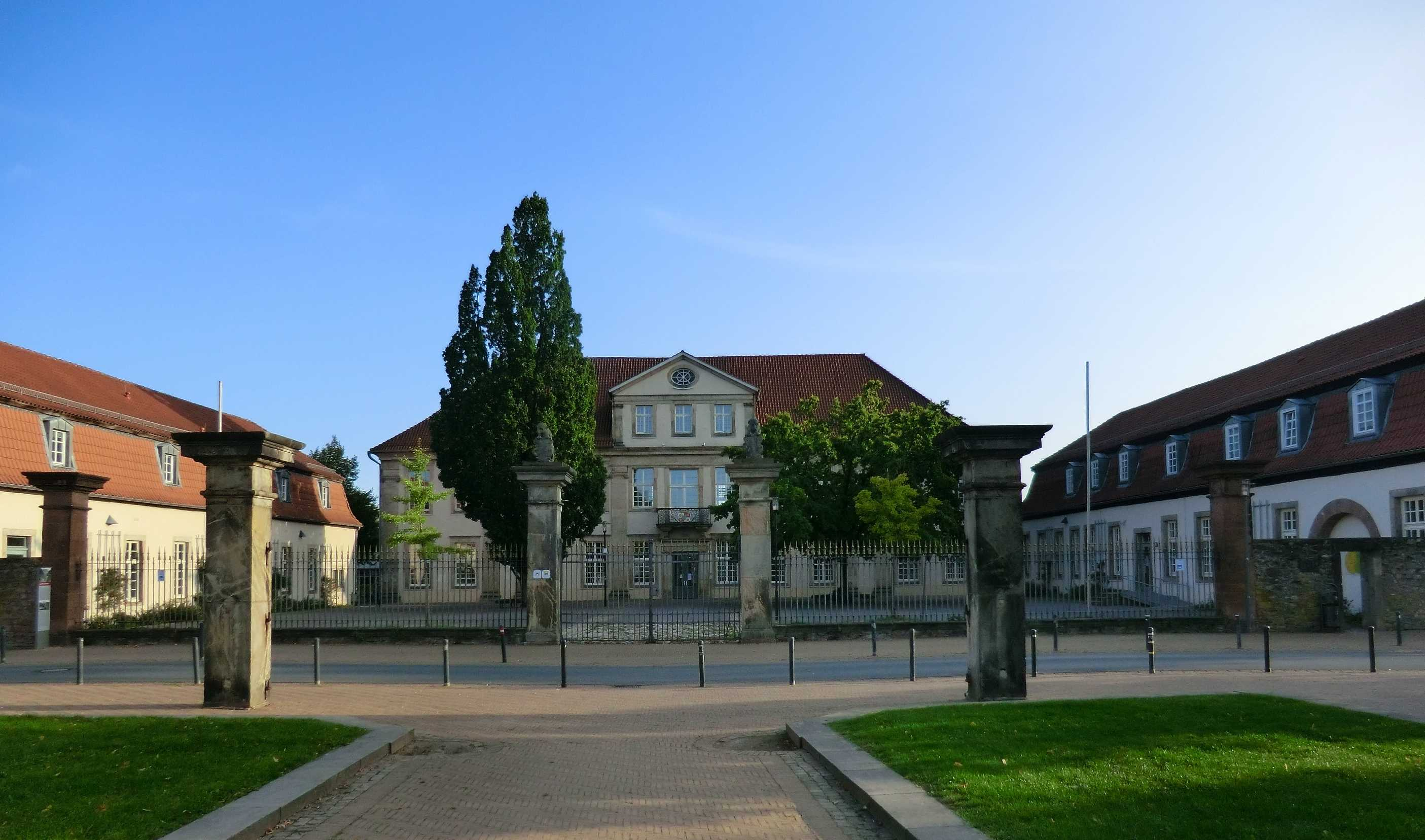
Lippehof in Lemgo (2020)

Der Lippehof in Lemgo gehörte zu den Gebäuden des Hauses Lippe und existierte bereits 1365. Zwischen 1730 und 1734 wurde er neu gebaut. Heute gehört er unter der Adresse Rampendal 63 zu den Gebäuden des Engelbert-Kaempfer-Gymnasiums.

## Geschichte des Lippehofes

### Der alte Lippehof
Erste Spuren des Lippehofes weisen in das Jahr 1365 zurück.
Der Stadthof gehörte zu den Besitzungen des Hauses Lippe. Er wurde nach Gelegenheit von Mitgliedern der lippischen Familie genutzt, vor allem als Witwensitz.
Für das 17. Jahrhundert sind für den Lippehof eine Pforte (Pforthaus), Küche, Hauptgebäude, Audienzzimmer, Kapelle, ein Gefängnis und ein Vorplatz dokumentiert. Ende des 17. Jahrhunderts waren die Gebäude jedoch ungenutzt und verfielen.

### Der spätere Lippehof
Um 1700 wollte sich Ferdinand Christian (* 1668, † 1724), der zweite Sohn des regierenden Grafen Simon Henrich, die alten Gebäude abreißen und begann mit einem Neubau. Doch wenig später verzog er nach Ostpreußen und der begonnene Bau lag brach.
Im Jahr 1730 wurde seinem jüngeren Bruder Christoph Ludwig der Lippehof zugesprochen. Er ließ notwendige Reparaturen vornehmen und setzte das Bauvorhaben seines älteren Bruders fort. Bis etwa 1734 wurden das Hauptgebäude und die beiden Flügelbauten fertiggestellt. Sie sind heute – etwas verändert – noch erhalten.
Im Jahr 1872 zog das Lemgoer Gymnasium, das heutige Engelbert-Kaempfer-Gymnasium, in die Gebäude des Lippehofes ein.

### Die Gartenanlagen
Südliche des Hauptgebäudes entstand in den 1730er Jahren ein barocker Lustgarten. Nördlich legte man nach barockem Vorbild einen Blumengarten an. Dieser nördliche Garten wurde inzwischen von der Stadt Lemgo als so genannter Lippegarten in vereinfachter Form rekonstruiert.